# جانی هریس (بازیگر)
جانی هریس (به انگلیسی: Johnny Harris) جانی هریس (زاده ۳ نوامبر ۱۹۷۳) یک هنرپیشه، فیلمنامه‌نویس، تهیه‌کننده و کارگردان انگلیسی است که بیشتر برای نقش‌هایش در فیلم و تلویزیون از جمله : اسب جنگی، مرگ سیاه, سفیدبرفی و شکارچی ، لندن به برایتون، آخرین روز ها در مریخ و به پانچ خوش آمدید شناخته می‌شود.